# Armaillé
Armaillé ist eine französische Gemeinde mit 317 Einwohnern (Stand: 1. Januar 2022) im Département Maine-et-Loire in der Region Pays de la Loire. Sie gehört zum Kanton Segré-en-Anjou Bleu im Arrondissement Segré. Die Einwohner werden Armailléens genannt.

## Lage
Armaillé liegt am Fluss Verzée an der Grenze zum Département Loire-Atlantique, 17 Kilometer westlich von Châteaubriant. Umgeben wird Armaillé fast vollständig von Ombrée d’Anjou sowie Juigné-des-Moutiers im Südwesten.

## Bevölkerungsentwicklung
| Jahr                       | 1962 | 1968 | 1975 | 1982 | 1990 | 1999 | 2006 | 2014 | 2022 |
| -------------------------- | ---- | ---- | ---- | ---- | ---- | ---- | ---- | ---- | ---- |
| Einwohner                  | 453  | 403  | 335  | 307  | 297  | 290  | 298  | 310  | 317  |
| Quellen: Cassini und INSEE |      |      |      |      |      |      |      |      |      |

## Sehenswürdigkeiten
- Kirche Saint-Pierre-Saint-Paul, 1875 erbaut
- Priorat von La Primaudière, 1207 gegründet
- Schloss Armaillé
- Schloss Le Bois-Gélin aus dem 16. Jahrhundert
- Dolmen Pierre Frite

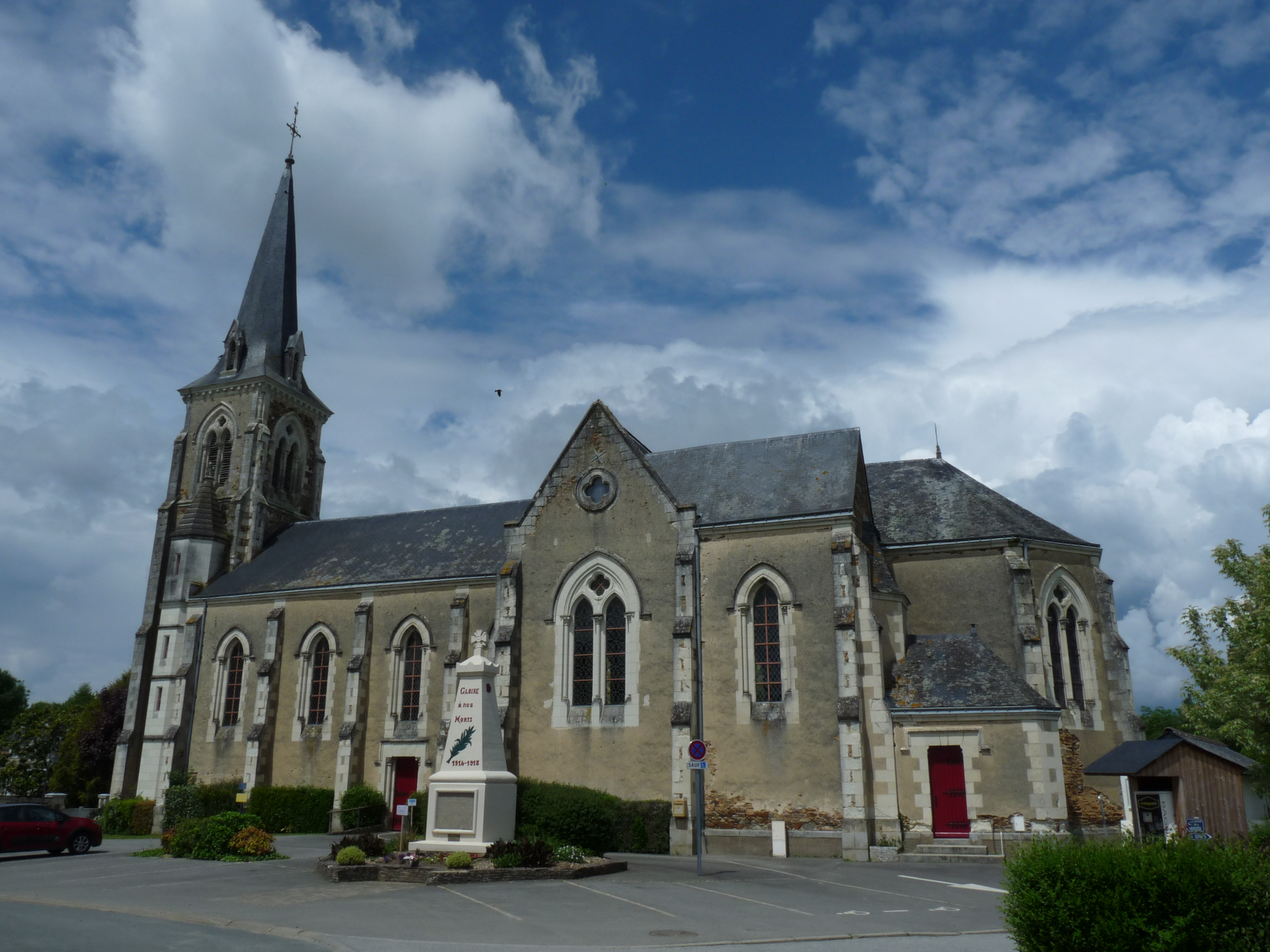
Kirche Saint-Pierre-Saint-Paul
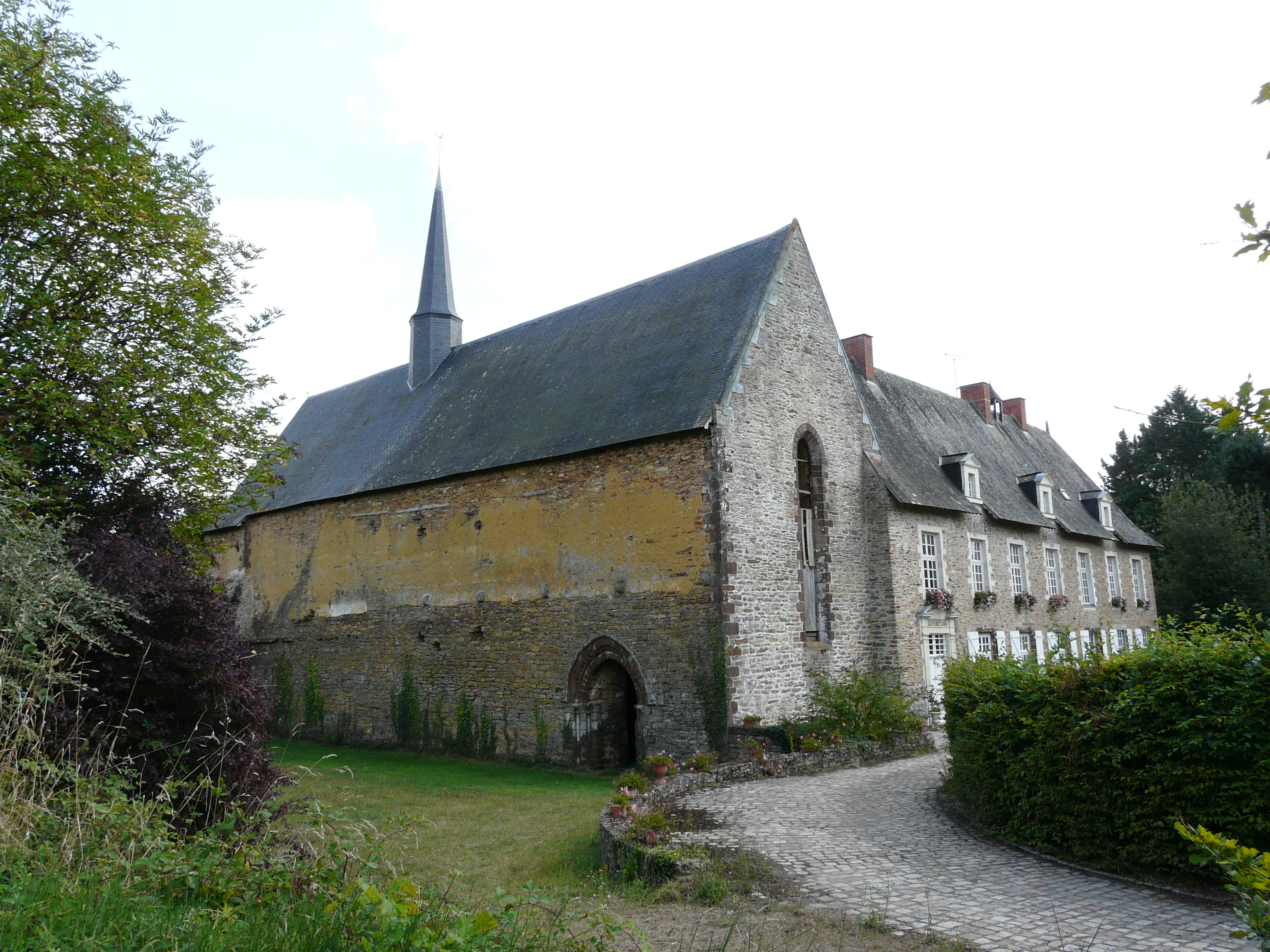
Priorat von La Primaudière
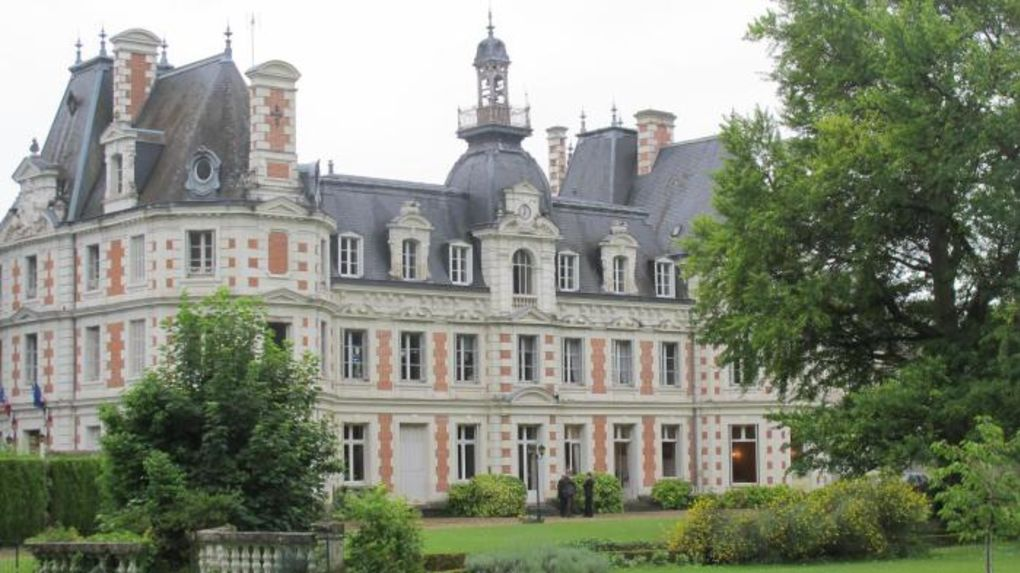
Schloss Armaillé
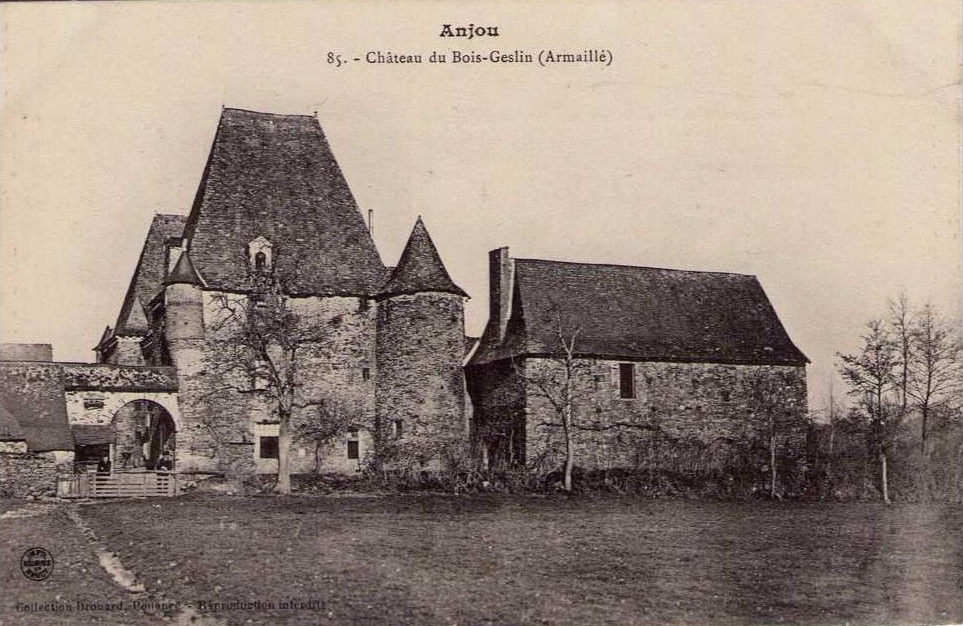
Schloss Le Bois-Gélin
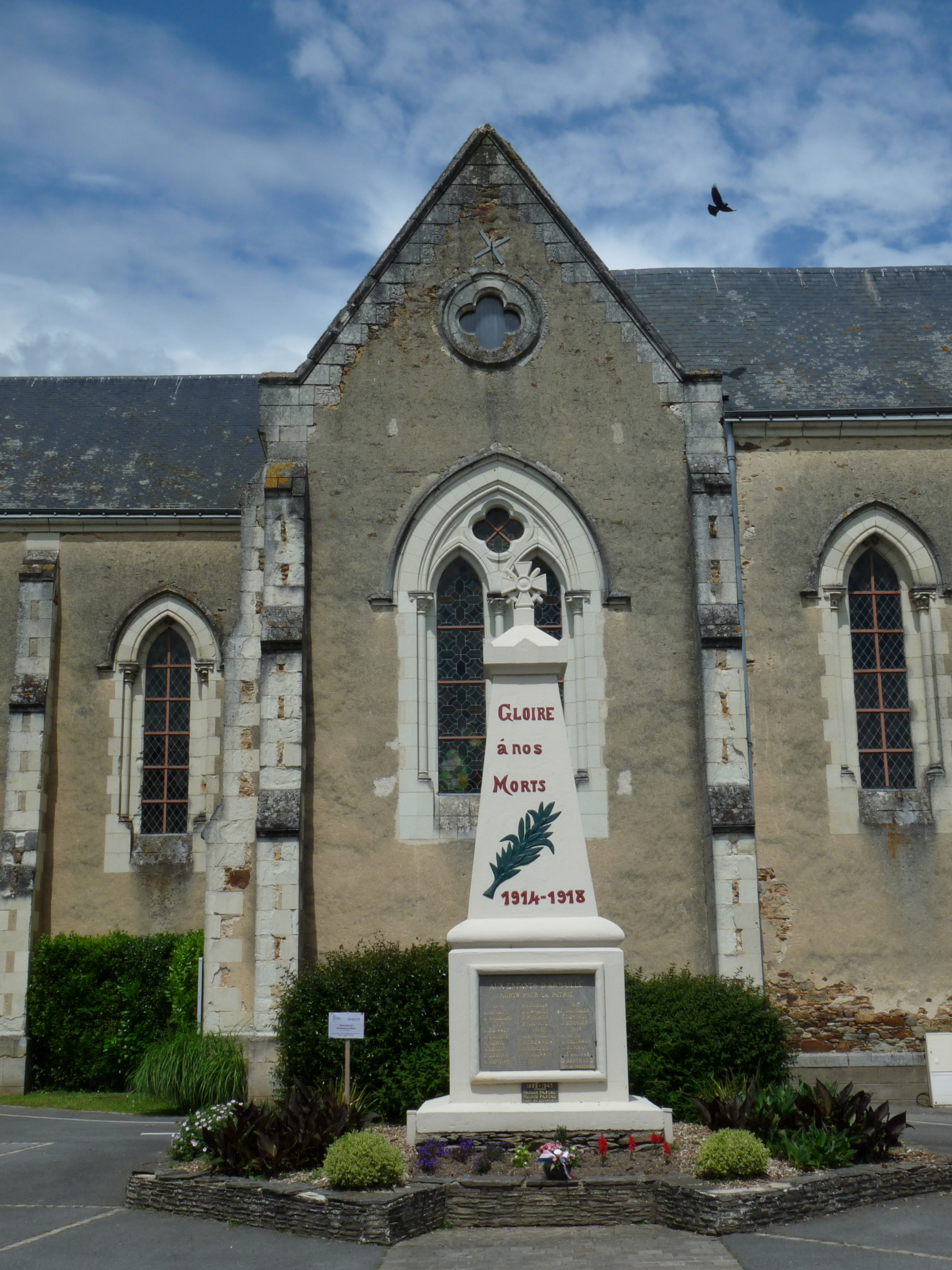
Gefallenendenkmal